# Sztandar Zwycięstwa

„Sztandar Zwycięstwa #5" zawieszony na dachu Reichstagu

Sztandar Zwycięstwa (ros. Знамя Победы, Znamja Pobedy) – sztandar zawieszony przez żołnierzy Armii Czerwonej na dachu Reichstagu w Berlinie podczas zdobywania miasta 30 kwietnia 1945 r. Uznaje się, że został zawieszony przez Ołeksija Beresta, Michaiła Jegorowa, oraz Melitona Kantarię (lub przez Michaiła Minina), z Ukrainy, Rosji i Gruzji. Podawane jest także, że wśród trzech żołnierzy Armii Czerwonej był Polak, Emil Pietrzyk z Wisły Małej.
Na sztandarze widnieje napis:

150 Strzelecka, odznaczona Orderem Kutuzowa 2 klasy, Idricka Dywizja, 79 Korpus Strzelecki, 3 Armia Uderzeniowa, 1 Front Białoruski.

Reichstag był głównym celem militarnym wojsk sowieckich w Berlinie, gdyż uważano go za jeden z kluczowych symboli nazistowskiego reżimu.
30 kwietnia 1945 jedna z dziewięciu przywiezionych z Moskwy flag została początkowo zatknięta, jako „flaga zwycięstwa” nad portalem wejściowym, a później umieszczona na szczycie kopuły. Około godz. 15 dowódca 3 Armii, generał Kuzniecow zameldował marszałkowi Żukowowi: 

Nasza czerwona flaga powiewa nad Reichstagiem!

 Następnie poinformował Żukowa, że: 

W pewnych obszarach wyższych kondygnacji oraz w piwnicy nadal toczą się walki.

 Z tego powodu, zdjęcie przedstawiające zatknięcie flagi na Reichstagu zostało zrobione przez Jewgienija Chałdieja dopiero po fakcie, gdyż broniący Reichstagu niemieccy żołnierze poddali się dopiero wieczorem 1 maja. Niebawem flaga została wywieziona do Moskwy na paradę zwycięstwa 20 czerwca 1945. Do dziś znajduje się w Centralnym Muzeum Sił Zbrojnych w Moskwie.